# Karate kölyök (franchise)
A Karate kölyök (The Karate Kid) amerikai harcművészeti témájú film franchise, melyet Robert Mark Kamen alkotott meg.
A filmes sorozat 1984-ben kezdődött a Karate kölyök című első résszel. Ezt három folytatás követte: a Karate kölyök 2. (1986), a Karate kölyök 3. (1989) és Az új karate kölyök (1994). 2010-ben hasonló címmel egy kungfu témájú film készült kezdetben remake-ként majd a Karate kölyök – Legendák (2025) előkészületei alatt azt is a kánonhoz csatolták.
Az első két film sikere után 1989-ben egy animációs sorozat is megjelent. 2018-ban debütált egy élőszereplős websorozat Cobra Kai címmel, középpontban az első film két, immár felnőtt főszereplőjével, Daniel LaRussóval (Ralph Macchio) és Johnny Lawrence-szel (William Zabka). A sorozat hat évadot élt meg.
Míg az első rész nagy kritikai sikert aratott az 1980-as években, a folytatások már kevésbé lelkes fogadtatásban részesültek. Az első két rész egy-egy Oscar-, illetve Golden Globe-jelölést kapott, a harmadik rész azonban már csak öt Arany Málna-jelöléssel „büszkélkedhet”. Ugyanakkor a Cobra Kai című sorozat ismét sikeresnek bizonyult, mind a kritikusok, mind a nézők körében.
A franchise nagy hatást gyakorolt a popkultúrára és népszerűvé tette a karatét az Amerikai Egyesült Államokban. A filmek és sorozatok mellett egyéb, a Karate kölyökkel kapcsolatos termékek is megjelentek – többek között videójátékok, továbbá akciófigurák, poszterek és ruházati cikkek.

## Filmek
- Karate kölyök (1984)
- Karate kölyök 2. (1986)
- Karate kölyök 3. (1989)
- Az új karate kölyök (1994)
- A karate kölyök (2010)
- Karate kölyök – Legendák (2025)

Az első film a tinédzser Daniel LaRusso (Ralph Macchio) történetét meséli el, akit Los Angelesbe költözve új iskolájában folyamatosan iskolai zaklatások érnek. Egy japán karatemester, Mr. Miyagi (Pat Morita) segítségével Daniel megtanul karatézni, hogy egy harcművészeti verseny keretein belül rendezze nézeteltéréseit legfőbb riválisával, Johnny Lawrence-szel (William Zabka).
A második részben Daniel és Miyagi Japánba utazik, ahol Miyaginak szembe kell néznie múltbeli döntései következményeivel és eközben Danielre is halálos kihívás vár.
A harmadik részben az eredeti film negatív főszereplője, a bukása miatt Danielt és Miyagit okoló karatemester, John Kreese (Martin Kove) üzletember barátja, Terry Silver (Thomas Ian Griffith) segítségével forral bosszút a főszereplők ellen.
A negyedik filmben a korábbi főszereplők közül csak Miyagi tér vissza és ezúttal a problémás tizenéves lányt, Julie-t (Hilary Swank) fogadja tanítványául Bostonban.
A 2010-es feldolgozás Kínában játszódik. Az eredeti filmhez hasonlóan a harcművész (de a film címe ellenére kungfuval foglalkozó) Mr. Han (Jackie Chan) segít új tanítványának, Dre Parkernek (Jaden Smith) szembeszállnia iskolai zaklatóival. 2024-ben bejelentették, hogy ez a film is a Karate kölyök univerzumába játszódik.
A Karate kölyök: Legendák a 2010-es film és az eredeti filmek összekapcsolt folytatása ahol Mr. Han dédunokaöccse és tanítványa, Li Fong (Ben Wang) Pekingből New Yorkba költözik édesanyjával, miután testvére meghal egy kung-fus támadás során. Li összebarátkozik Mia Lipanival (Sadie Stanley), egy pizzéria tulajdonosa és korábbi helyi bokszbajnok, Victor Lipani (Joshua Jackson) lányával, ami konfliktusba sodorja Mia volt barátjával, Connor Day-jel, egy helyi karatebajnokkal. Li kung-fura képezi Victort, hogy segítsen neki egy bokszmeccsen adósságai kifizetésében, de Victor sérülése után Mr. Han biztatására úgy dönt, hogy benevez az Öt Kerület Karate Tornájára. Mr. Han meglátogatja Daniel LaRussót, és meghívja New Yorkba, hogy segítsen kiképeznj Li-t a bajnokságra.

## Televíziós sorozatok
- The Karate Kid (1989)
- Cobra Kai (2018–2025)

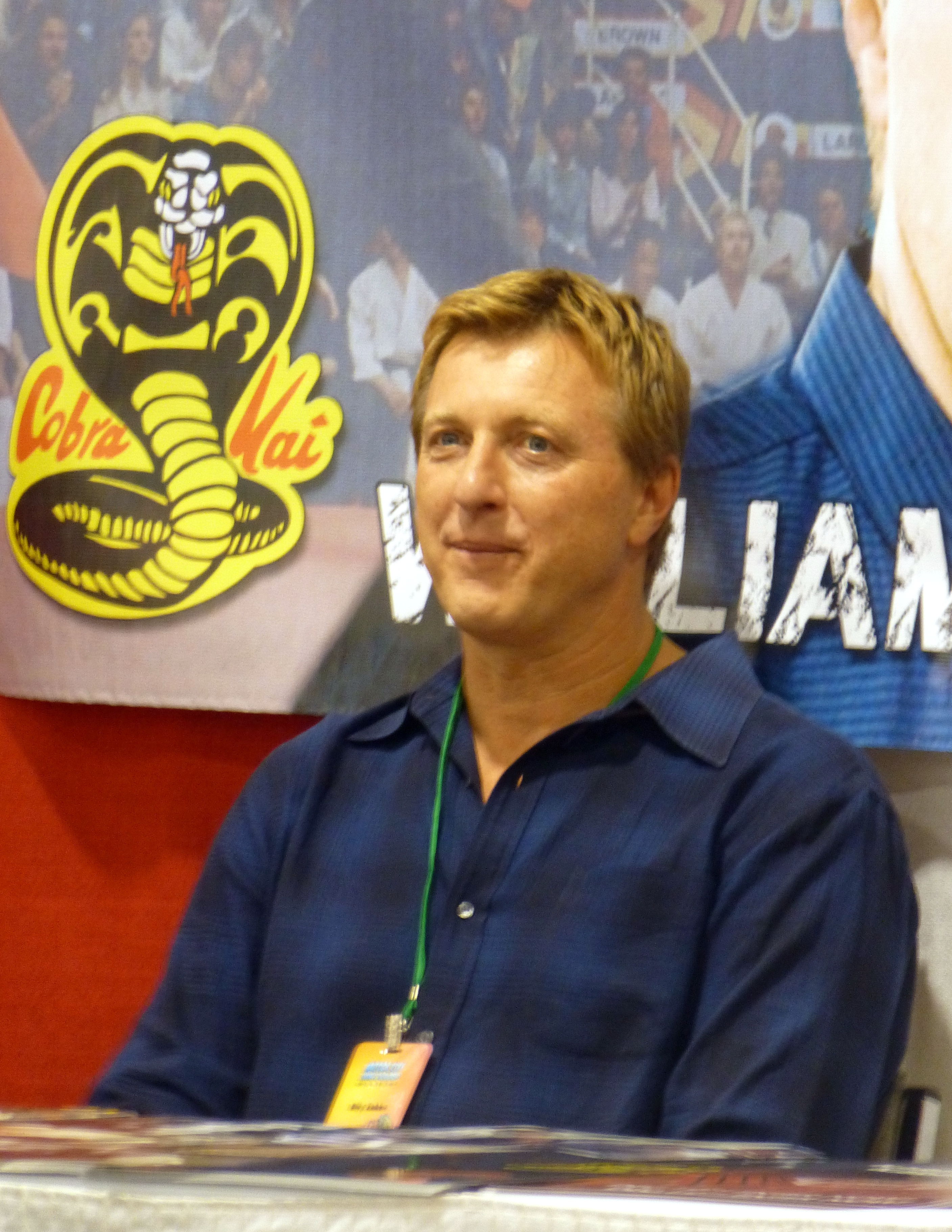
William Zabka (Johnny Lawrence), a Cobra Kai főszereplője.

A The Karate Kid című, tizenhárom részt megélt animációs sorozat főhőse ismét Daniel LaRusso (eredeti hangja Joey Dedio) és mentora, Mr. Miyagi (eredeti hangja Robert Ito). A karateversenyeket hátrahagyva egy japán lány, Taki Tamurai (eredeti hangja Janice Kawaye) segítségével világ körüli útra indulnak, egy varázserejű okinawai ereklye felkutatása céljából.
A Cobra Kai című, élőszereplős sorozat az első film eseményei után 34 évvel játszódik. Középpontjában Johnny Lawrence, Daniel fiatalkori riválisa áll, aki immár középkorú felnőttként próbálja meg helyrehozni kudarcot vallott életét. Ennek érdekében újra megnyitja egykori dódzsóját, a Cobra Kai-t és népszerűtlen, gyakran iskolai zaklatások áldozatául eső, önbizalomhiányos tizenéveseket kezd el sajátos, keménykezű és minden politikai korrektséget nélkülöző módszereivel karatézni tanítani. Eközben azonban középiskolai rivalizálása is újraéled a vele ellentétben szakmailag és a magánéletben is sikeres, de mentora, Mr. Miyagi halála óta szintén nehézségekkel küszködő Daniellel.

## Szereplők
| Szereplő                | Filmsorozat                     | Filmsorozat             | Filmsorozat             | Filmsorozat                 | Filmsorozat               | Filmsorozat                     | Televíziós sorozat    | Televíziós sorozat    | Televíziós sorozat    | Televíziós sorozat    | Televíziós sorozat    | Televíziós sorozat    |            |
| Szereplő                | Karate kölyök (1984)            | Karate kölyök 2. (1986) | Karate kölyök 3. (1989) | Az új karate kölyök (1994)  | A karate kölyök (2010)    | Karate kölyök – Legendák (2025) | Cobra Kai             | Cobra Kai             | Cobra Kai             | Cobra Kai             | Cobra Kai             | Cobra Kai             |            |
| Szereplő                | Karate kölyök (1984)            | Karate kölyök 2. (1986) | Karate kölyök 3. (1989) | Az új karate kölyök (1994)  | A karate kölyök (2010)    | Karate kölyök – Legendák (2025) | Évadok                | Évadok                | Évadok                | Évadok                | Évadok                | Évadok                |            |
| Szereplő                | Karate kölyök (1984)            | Karate kölyök 2. (1986) | Karate kölyök 3. (1989) | Az új karate kölyök (1994)  | A karate kölyök (2010)    | Karate kölyök – Legendák (2025) | 1. (2018)             | 2. (2019)             | 3. (2021)             | 4. (2021)             | 5. (2022)             | 6. (2024)             |            |
| ----------------------- | ------------------------------- | ----------------------- | ----------------------- | --------------------------- | ------------------------- | ------------------------------- | --------------------- | --------------------- | --------------------- | --------------------- | --------------------- | --------------------- | ---------- |
| Daniel LaRusso          | Ralph Macchio                   | Ralph Macchio           | Ralph Macchio           |                             |                           | Ralph Macchio                   | Ralph Macchio         | Ralph Macchio         | Ralph Macchio         | Ralph Macchio         | Ralph Macchio         | Ralph Macchio         |            |
| Mr. Miyagi              | Noriyuki "Pat" Morita           | Noriyuki "Pat" Morita   | Noriyuki "Pat" Morita   | Noriyuki "Pat" Morita       |                           | Noriyuki "Pat" Morita           | Noriyuki "Pat" Morita | Noriyuki "Pat" Morita | Noriyuki "Pat" Morita | Noriyuki "Pat" Morita | Noriyuki "Pat" Morita | Noriyuki "Pat" Morita |            |
| Mr. Miyagi              | Fumio Demura (dublőr)           | Noriyuki "Pat" Morita   | Fumio Demura (dublőr)   | Fumio Demura (dublőr)       |                           | Noriyuki "Pat" Morita           | Noriyuki "Pat" Morita | Noriyuki "Pat" Morita | Noriyuki "Pat" Morita | Noriyuki "Pat" Morita | Noriyuki "Pat" Morita | Noriyuki "Pat" Morita |            |
| John Kreese             | Martin Kove                     | Martin Kove             | Martin Kove             |                             |                           |                                 | Martin Kove           | Martin Kove           | Martin Kove           | Martin Kove           | Martin Kove           | Martin Kove           |            |
| John Kreese             | Martin Kove                     | Martin Kove             | Martin Kove             | Barrett Carnahan (fiatalon) |                           |                                 | Martin Kove           | Martin Kove           |                       |                       |                       |                       |            |
| John "Johnny" Lawrence  | William Zabka                   | William Zabka           | William Zabka           |                             |                           | William Zabka                   | William Zabka         | William Zabka         | William Zabka         | William Zabka         | William Zabka         | William Zabka         |            |
| John "Johnny" Lawrence  | William Zabka                   | William Zabka           | William Zabka           | Owen Stone (fiatalon)       | Thomas Parobek (fiatalon) | William Zabka                   |                       |                       | William Zabka         | William Zabka         | William Zabka         | William Zabka         |            |
| Ali Mills               | Elisabeth Shue                  | Elisabeth Shue          | Elisabeth Shue          |                             |                           |                                 | Elisabeth Shue        | Elisabeth Shue        | Elisabeth Shue        | Elisabeth Shue        |                       |                       |            |
| Lucille LaRusso         | Randee Heller                   | Randee Heller           | Randee Heller (cameo)   |                             |                           |                                 | Randee Heller         | Randee Heller         | Randee Heller         | Randee Heller         |                       | Randee Heller         |            |
| Bobby Brown             | Ron Thomas                      | Ron Thomas              | Ron Thomas              |                             |                           |                                 | Ron Thomas            | Ron Thomas            | Ron Thomas            |                       |                       | Ron Thomas            | Ron Thomas |
| Tommy                   | Rob Garrison                    | Rob Garrison            | Rob Garrison            |                             |                           |                                 | Rob Garrison          | Rob Garrison          | Rob Garrison (fotó)   |                       |                       |                       |            |
| Dutch                   | Chad McQueen                    | Chad McQueen            | Chad McQueen            |                             |                           |                                 | Chad McQueen          | Chad McQueen          |                       | Chad McQueen          |                       |                       |            |
| Jimmy                   | Tony O'Dell                     | Tony O'Dell             | Tony O'Dell             |                             |                           |                                 | Tony O'Dell           | Tony O'Dell           |                       |                       |                       |                       |            |
| Mrs. Mills              | Sharon Spelman                  |                         |                         |                             |                           |                                 |                       |                       | Deborah May           |                       |                       |                       |            |
| Freddy Fernandez        | Israel Juarbe                   |                         | Israel Juarbe           |                             |                           |                                 | Israel Juarbe         |                       |                       | Israel Juarbe         |                       |                       |            |
| Mrs. Milo               | Frances Bay                     |                         | Frances Bay (cameo)     |                             |                           |                                 |                       |                       |                       |                       |                       |                       |            |
| Sato Toguchi            |                                 | Danny Kamekona          |                         |                             |                           |                                 |                       |                       | Danny Kamekona        |                       |                       |                       |            |
| Chozen Toguchi          |                                 | Yuji Okumoto            |                         |                             |                           |                                 |                       | Yuji Okumoto          | Yuji Okumoto          | Yuji Okumoto          | Yuji Okumoto          | Yuji Okumoto          |            |
| Kumiko Tanaka           |                                 | Tamlyn Tomita           |                         |                             |                           |                                 |                       | Tamlyn Tomita         | Tamlyn Tomita         |                       |                       |                       |            |
| Yukie                   |                                 | Nobu McCarthy           |                         |                             |                           |                                 |                       |                       | Nobu McCarthy         |                       |                       |                       |            |
| Yuna                    |                                 | Traci Toguchi           |                         |                             |                           |                                 |                       |                       | Traci Toguchi         |                       |                       |                       |            |
| Miyagi apja             |                                 | Charlie Tanimoto        |                         |                             |                           |                                 |                       |                       |                       |                       |                       |                       |            |
| Terrance "Terry" Silver |                                 |                         | Thomas Ian Griffith     |                             |                           |                                 |                       | Thomas Ian Griffith   | Nick Marini           | Thomas Ian Griffith   | Thomas Ian Griffith   | Thomas Ian Griffith   |            |
| Terrance "Terry" Silver | Nick Marini (fiatalon)          |                         | Thomas Ian Griffith     |                             |                           |                                 |                       | Thomas Ian Griffith   | Nick Marini           |                       | Thomas Ian Griffith   | Thomas Ian Griffith   |            |
| Mike Barnes             |                                 |                         | Sean Kanan              |                             |                           |                                 |                       | Sean Kanan (fotó)     | Sean Kanan            | Sean Kanan (fotó)     | Sean Kanan            | Sean Kanan            |            |
| Jessica Andrews         |                                 |                         | Robyn Lively            |                             |                           |                                 |                       | Robyn Lively          |                       |                       | Robyn Lively          |                       |            |
| Snake                   |                                 |                         | Jonathan Avildsen       |                             |                           |                                 |                       |                       |                       |                       |                       |                       |            |
| Dennis de Guzman        |                                 |                         | Christopher Paul Ford   |                             |                           |                                 |                       |                       |                       |                       |                       | Christopher Paul Ford |            |
| Julie Pierce            |                                 |                         |                         | Hilary Swank                |                           |                                 |                       |                       |                       |                       |                       |                       |            |
| Louisa Pierce           |                                 |                         |                         | Constance Towers            |                           |                                 |                       |                       |                       |                       |                       |                       |            |
| Ned Randall             |                                 |                         |                         | Michael Cavelieri           |                           |                                 |                       |                       |                       |                       |                       |                       |            |
| Eric McGowen            |                                 |                         |                         | Chris Conrad                |                           |                                 |                       |                       |                       |                       |                       |                       |            |
| Paul Dugan ezredes      |                                 |                         |                         | Michael Ironside            |                           |                                 |                       |                       |                       |                       |                       |                       |            |
| Mr. Han                 |                                 |                         |                         |                             | Jackie Chan               | Jackie Chan                     |                       |                       |                       |                       |                       |                       |            |
| Dre Parker              |                                 |                         |                         |                             | Jaden Smith               |                                 |                       |                       |                       |                       |                       |                       |            |
| Sherry Parker           |                                 |                         |                         |                             | Taraji P. Henson          |                                 |                       |                       |                       |                       |                       |                       |            |
| Meiying                 |                                 |                         |                         |                             | Wenwen Han                |                                 |                       |                       |                       |                       |                       |                       |            |
| Li mester               |                                 |                         |                         |                             | Yu Rongguang              |                                 |                       |                       |                       |                       |                       |                       |            |
| Liang Zihao             |                                 |                         |                         |                             | Liáng Zǐhào               |                                 |                       |                       |                       |                       |                       |                       |            |
| Lu Weicheng             |                                 |                         |                         |                             | Zhenwei Wang              |                                 |                       |                       |                       |                       |                       |                       |            |
| Li Fong                 |                                 |                         |                         |                             |                           | Ben Wang                        |                       |                       |                       |                       |                       |                       |            |
| Li Fong                 | Marco Zhang (fiatalon)          |                         |                         |                             |                           |                                 |                       |                       |                       |                       |                       |                       |            |
| Victor Lipani           |                                 |                         |                         |                             |                           | Joshua Jackson                  |                       |                       |                       |                       |                       |                       |            |
| Mia Lipani              |                                 |                         |                         |                             |                           | Sadie Stanley                   |                       |                       |                       |                       |                       |                       |            |
| Dr. Fong                |                                 |                         |                         |                             |                           | Ming-Na Wen                     |                       |                       |                       |                       |                       |                       |            |
| Alan                    |                                 |                         |                         |                             |                           | Wyatt Oleff                     |                       |                       |                       |                       |                       |                       |            |
| Conor Day               |                                 |                         |                         |                             |                           | Aramis Knight                   |                       |                       |                       |                       |                       |                       |            |
| O'Shea szenszei         |                                 |                         |                         |                             |                           | Tim Rozon                       |                       |                       |                       |                       |                       |                       |            |
| Bo Fong                 |                                 |                         |                         |                             |                           | Oscar Ge                        |                       |                       |                       |                       |                       |                       |            |
| Miguel Diaz             |                                 |                         |                         |                             |                           |                                 | Xolo Maridueña        | Xolo Maridueña        | Xolo Maridueña        | Xolo Maridueña        | Xolo Maridueña        | Xolo Maridueña        |            |
| Samantha "Sam" LaRusso  |                                 |                         |                         |                             |                           |                                 | Mary Mouser           | Mary Mouser           | Mary Mouser           | Mary Mouser           | Mary Mouser           | Mary Mouser           |            |
| Samantha "Sam" LaRusso  | Reese TinLee (fiatalon)         |                         |                         |                             |                           |                                 | Mary Mouser           |                       | Mary Mouser           | Mary Mouser           | Mary Mouser           | Mary Mouser           |            |
| Robert "Robby" Keene    |                                 |                         |                         |                             |                           |                                 | Tanner Buchanan       | Tanner Buchanan       | Tanner Buchanan       | Tanner Buchanan       | Tanner Buchanan       | Tanner Buchanan       |            |
| Amanda LaRusso          |                                 |                         |                         |                             |                           |                                 | Courtney Henggeler    | Courtney Henggeler    | Courtney Henggeler    | Courtney Henggeler    | Courtney Henggeler    | Courtney Henggeler    |            |
| Eli "Sólyom" Moskowitz  |                                 |                         |                         |                             |                           |                                 | Jacob Bertrand        | Jacob Bertrand        | Jacob Bertrand        | Jacob Bertrand        | Jacob Bertrand        | Jacob Bertrand        |            |
| Demetri Alexopoulos     |                                 |                         |                         |                             |                           |                                 | Gianni Decenzo        | Gianni Decenzo        | Gianni Decenzo        | Gianni Decenzo        | Gianni Decenzo        | Gianni Decenzo        |            |
| Carmen Diaz             |                                 |                         |                         |                             |                           |                                 | Vanessa Rubio         | Vanessa Rubio         | Vanessa Rubio         | Vanessa Rubio         | Vanessa Rubio         | Vanessa Rubio         |            |
| Anthony LaRusso         |                                 |                         |                         |                             |                           |                                 | Griffin Santopietro   | Griffin Santopietro   | Griffin Santopietro   | Griffin Santopietro   | Griffin Santopietro   | Griffin Santopietro   |            |
| Rosa Diaz               |                                 |                         |                         |                             |                           |                                 | Rose Bianco           | Rose Bianco           | Rose Bianco           | Rose Bianco           | Rose Bianco           | Rose Bianco           |            |
| Bert                    |                                 |                         |                         |                             |                           |                                 | Owen Morgan           | Owen Morgan           | Owen Morgan           | Owen Morgan           | Owen Morgan           | Owen Morgan           |            |
| Shannon Keene           |                                 |                         |                         |                             |                           |                                 | Diora Baird           | Diora Baird           | Diora Baird           | Diora Baird           | Diora Baird           | Diora Baird           |            |
| Armand Zarkarian        |                                 |                         |                         |                             |                           |                                 | Ken Davitian          | Ken Davitian          | Ken Davitian          | Ken Davitian          |                       |                       |            |
| Aisha Robinson          |                                 |                         |                         |                             |                           |                                 | Nichole Brown         | Nichole Brown         |                       | Nichole Brown         |                       |                       |            |
| Sid Weinberg            |                                 |                         |                         |                             |                           |                                 | Ed Asner              |                       | Ed Asner              | Ed Asner (fotó)       |                       |                       |            |
| Yasmine                 |                                 |                         |                         |                             |                           |                                 | Annalisa Cochrane     |                       | Annalisa Cochrane     | Annalisa Cochrane     | Annalisa Cochrane     | Annalisa Cochrane     |            |
| Kyler Park              |                                 |                         |                         |                             |                           |                                 | Joe Seo               |                       | Joe Seo               | Joe Seo               | Joe Seo               | Joe Seo               |            |
| Tory Nichols            |                                 |                         |                         |                             |                           |                                 |                       | Peyton List           | Peyton List           | Peyton List           | Peyton List           | Peyton List           |            |
| Tory Nichols            | Charlotte Ann Tucker (fiatalon) |                         |                         |                             |                           |                                 |                       | Peyton List           | Peyton List           | Peyton List           | Peyton List           |                       |            |
| Raymond "Rája" Porter   |                                 |                         |                         |                             |                           |                                 |                       | Paul Walter Hauser    |                       | Paul Walter Hauser    | Paul Walter Hauser    | Paul Walter Hauser    |            |
| Shawn Payne             |                                 |                         |                         |                             |                           |                                 |                       |                       | Okea Eme-Akwari       | Okea Eme-Akwari       |                       | Okea Eme-Akwari       |            |
| Kenny Payne             |                                 |                         |                         |                             |                           |                                 |                       |                       |                       | Dallas Dupree Young   | Dallas Dupree Young   | Dallas Dupree Young   |            |
| Kim Da-Eun              |                                 |                         |                         |                             |                           |                                 |                       |                       |                       |                       | Alicia Hannah-Kim     | Alicia Hannah-Kim     |            |
| Kim Da-Eun              | Sarah Anne (fiatalon)           |                         |                         |                             |                           |                                 |                       |                       |                       |                       | Alicia Hannah-Kim     |                       |            |
| Kim Sun-Yung            |                                 |                         | Jun Chong (fotó)        |                             |                           |                                 |                       |                       |                       |                       | Don Lee (fiatalon)    | C.S. Lee              |            |
| Kim Sun-Yung            | Don Lee (fiatalon)              |                         | Jun Chong (fotó)        |                             |                           |                                 |                       |                       |                       |                       | Don Lee (fiatalon)    |                       |            |
| Kwon Jae-Sung           |                                 |                         |                         |                             |                           |                                 |                       |                       |                       |                       |                       | Brandon H. Lee        |            |
| Wolf szenszei           |                                 |                         |                         |                             |                           |                                 |                       |                       |                       |                       |                       | Lewis Tan             |            |
| Axel Kovačević          |                                 |                         |                         |                             |                           |                                 |                       |                       |                       |                       |                       | Patrick Luwis         |            |
| Zara Malik              |                                 |                         |                         |                             |                           |                                 |                       |                       |                       |                       |                       | Rayna Vallandingham   |            |

## Stábtagok
| Film                            | Rendező(k)         | Producer(ek)                                                                         | Forgatókönyvíró(k)  | Zeneszerző(k) | Vágó(k)                                            | Operatőr(ök)    |
| ------------------------------- | ------------------ | ------------------------------------------------------------------------------------ | ------------------- | ------------- | -------------------------------------------------- | --------------- |
| Karate kölyök (1984)            | John G. Avildsen   | Jerry Weintraub                                                                      | Robert Mark Kamen   | Bill Conti    | - John G. Avildsen - Walt Mulconery - Bud S. Smith | James Crabe     |
| Karate kölyök 2. (1986)         | John G. Avildsen   | Jerry Weintraub                                                                      | Robert Mark Kamen   | Bill Conti    | - John. G Alvidsen - David Garfield - Jane Kurson  | James Crabe     |
| Karate kölyök 3. (1989)         | John G. Avildsen   | Jerry Weintraub                                                                      | Robert Mark Kamen   | Bill Conti    | - John G. Avildsen - Walt Mulconery - Bud S. Smith | Steve Yaconelli |
| Az új karate kölyök (1994)      | Christopher Cain   | Jerry Weintraub                                                                      | Mark Lee            | Bill Conti    | Ronald Roose                                       | Kovács László   |
| A karate kölyök (2010)          | Harald Zwart       | - Jerry Weintraub - Will Smith - Jada Pinkett Smith - James Lassiter - Kevin Stovitz | Christopher Murphey | James Horner  | Joel Negron                                        | Roger Pratt     |
| Karate kölyök – Legendák (2025) | Jonathan Entwistle | Karen Rosenfelt                                                                      | Rob Lieber          | Dominic Lewis | Dana E. Glauberman                                 | Justin Brown    |

## Fogadtatás

### Bevételi adatok
| Film                     | Bemutató dátuma     | Bevétel              | Bevétel            | Bevétel            | Költségvetés        |
| Film                     | Bemutató dátuma     | Észak-Amerika        | Egyéb országok     | Világszerte        | Költségvetés        |
| ------------------------ | ------------------- | -------------------- | ------------------ | ------------------ | ------------------- |
| Karate kölyök            | 1984. június 22.    | 90 815 558 dollár    | N/A                | 90 815 558 dollár  | 8 millió dollár     |
| Karate kölyök 2.         | 1986. június 20.    | 115 103 979 dollár   | N/A                | 115 103 979 dollár | 13 millió dollár    |
| Karate kölyök 3.         | 1989. június 30.    | 38 956 288 dollár    | N/A                | 38 956 288 dollár  | 12,5 millió dollár  |
| Az új karate kölyök      | 1994. szeptember 9. | 8 914 777 dollár     | 6 912 207 dollár   | 15 826 984 dollár  | 12 millió dollár    |
| A karate kölyök          | 2010. június 11.    | 176 591 618 dollár   | 182 534 404 dollár | 359 126 022 dollár | 40 millió dollár    |
| Karate kölyök – Legendák | 2025. május 29.     | 51 698 169 dollár    | 50 800 000 dollár  | 102 498 169 dollár | 45 millió dollár    |
| Összesen                 | Összesen            | 1 117 499 026 dollár | 238 434 404 dollár | 778 081 754 dollár | 139,5 millió dollár |

### Kritikai fogadtatás
| Film                             | Rotten Tomatoes   | Metacritic       |
| -------------------------------- | ----------------- | ---------------- |
| Karate kölyök (1984)             | 81% (97 kritika)  | 61% (15 kritika) |
| Karate kölyök 2. (1986)          | 48% (73 kritika)  | 55% (9 kritika)  |
| Karate kölyök 3. (1989)          | 18% (61 kritika)  | 36% (12 kritika) |
| Az új karate kölyök (1994)       | 13% (45 kritika)  | 36% (15 kritika) |
| A karate kölyök (2010)           | 67% (207 kritika) | 61 (37 kritika)  |
| Karate kölyök – Legendák (2025)  | 59% (172 kritika) | 51 (36 kritika)  |
| Cobra Kai – első évad (2018)     | 100% (50 kritika) | 72% (11 kritika) |
| Cobra Kai – második évad (2019)  | 91% (32 kritika)  | 66% (7 kritika)  |
| Cobra Kai – harmadik évad (2021) | 90% (52 kritika)  | 72% (15 kritika) |
| Cobra Kai – negyedik évad (2021) | 95% (41 kritika)  | 70% (8 kritika)  |
| Cobra Kai – ötödik évad (2022)   | 98% (48 kritika)  | 80% (4 kritika)  |
| Cobra Kai – hatodik évad (2024)  | 91% (44 kritika)  | 67% (11 kritika) |

### Fontosabb díjak és jelölések
| Film             | Év   | Díj                              | Kategória                                                                          | Jelölt személy(ek)                                           | Eredmény |
| ---------------- | ---- | -------------------------------- | ---------------------------------------------------------------------------------- | ------------------------------------------------------------ | -------- |
| Karate kölyök    | 1984 | Oscar-díj                        | Legjobb férfi mellékszereplő                                                       | Pat Morita                                                   | Jelölve  |
| Karate kölyök    | 1984 | Golden Globe-díj                 | Legjobb férfi mellékszereplő                                                       | Pat Morita                                                   | Jelölve  |
| Karate kölyök    | 1984 | Young Artist Award               | Legjobb családi film – dráma                                                       | –                                                            | Elnyerte |
| Karate kölyök    | 1984 | Young Artist Award               | Legjobb fiatal női mellékszereplő – musical, vígjáték, kalandfilm vagy filmdráma   | Elisabeth Shue                                               | Elnyerte |
| Karate kölyök    | 1984 | Young Artist Award               | Legjobb fiatal férfi mellékszereplő – musical, vígjáték, kalandfilm vagy filmdráma | William Zabka                                                | Jelölve  |
| Karate kölyök 2. | 1986 | Oscar-díj                        | Legjobb eredeti dal                                                                | - Peter Cetera és David Foster - (Glory of Love című dal)    | Jelölve  |
| Karate kölyök 2. | 1986 | Golden Globe-díj                 | Legjobb eredeti filmbetétdal                                                       | - Peter Cetera és David Foster - (Glory of Love című dal)    | Jelölve  |
| Karate kölyök 2. | 1986 | Young Artist Award               | Kiemelkedő játékfilm (családi szórakozás – dráma)                                  | –                                                            | Elnyerte |
| Karate kölyök 3. | 1989 | Arany Málna díj                  | Legrosszabb film                                                                   | Jerry Weintraub (producer)                                   | Jelölve  |
| Karate kölyök 3. | 1989 | Arany Málna díj                  | Legrosszabb férfi főszereplő                                                       | Ralph Macchio                                                | Jelölve  |
| Karate kölyök 3. | 1989 | Arany Málna díj                  | Legrosszabb férfi mellékszereplő                                                   | Pat Morita                                                   | Jelölve  |
| Karate kölyök 3. | 1989 | Arany Málna díj                  | Legrosszabb rendező                                                                | John G. Avildsen                                             | Jelölve  |
| Karate kölyök 3. | 1989 | Arany Málna díj                  | Legrosszabb forgatókönyv                                                           | Robert Mark Kamen                                            | Jelölve  |
| A karate kölyök  | 2010 | MTV Movie Awards                 | Legjobb akcióhős                                                                   | Jaden Smith                                                  | Jelölve  |
| A karate kölyök  | 2010 | People's Choice Awards           | Kedvenc családi film                                                               | –                                                            | Jelölve  |
| A karate kölyök  | 2010 | People's Choice Awards           | Kedvenc filmes páros                                                               | Jaden Smith és Jackie Chan                                   | Jelölve  |
| A karate kölyök  | 2010 | People's Choice Awards           | Kedvenc akciósztár                                                                 | Jackie Chan                                                  | Elnyerte |
| A karate kölyök  | 2010 | Teen Choice Awards               | Choice Summer Movie                                                                | –                                                            | Jelölve  |
| A karate kölyök  | 2010 | Nickelodeon Kids’ Choice Awards  | Kedvenc film                                                                       | –                                                            | Elnyerte |
| A karate kölyök  | 2010 | Nickelodeon Kids’ Choice Awards  | Kedvenc verekedő színész                                                           | Jackie Chan                                                  | Elnyerte |
| A karate kölyök  | 2010 | Nickelodeon Kids’ Choice Awards  | Kedvenc filmszínész                                                                | Jaden Smith                                                  | Jelölve  |
| A karate kölyök  | 2010 | Young Artist Award               | Legjobb fiatal férfi főszereplő játékfilmben                                       | Jaden Smith                                                  | Elnyerte |
| Cobra Kai        | 2018 | Teen Choice Award                | Choice nyári televíziós műsor                                                      | –                                                            | Jelölve  |
| Cobra Kai        | 2018 | Teen Choice Award                | Choice nyári televíziós sztár                                                      | Xolo Maridueña                                               | Jelölve  |
| Cobra Kai        | 2019 | Teen Choice Award                | Choice nyári televíziós műsor                                                      | –                                                            | Jelölve  |
| Cobra Kai        | 2018 | Primetime Creative Arts Emmy-díj | Kiemelkedő kaszkadőri munka vigjáték-sorozatban vagy varieté-programban            | Hiro Koda                                                    | Jelölve  |
| Cobra Kai        | 2019 | Primetime Creative Arts Emmy-díj | Kiemelkedő kaszkadőri munka vigjáték-sorozatban vagy varieté-programban            | Hiro Koda és Jahnel Curfman                                  | Jelölve  |
| Cobra Kai        | 2021 | Primetime Creative Arts Emmy-díj | Legjobb vígjátéksorozat                                                            |                                                              | Jelölve  |
| Cobra Kai        | 2021 | Primetime Creative Arts Emmy-díj | Kiemelkedő hangvágás                                                               |                                                              | Jelölve  |
| Cobra Kai        | 2021 | Primetime Creative Arts Emmy-díj | Kiemelkedő hangkeverés                                                             |                                                              | Jelölve  |
| Cobra Kai        | 2021 | Primetime Creative Arts Emmy-díj | Kiemelkedő kaszkadőrgárda                                                          | Jahnel Curfman, Julia Maggio, John Cihangir, Marc Canonizado | Jelölve  |
| Cobra Kai        | 2022 | Primetime Creative Arts Emmy-díj | Kiemelkedő kaszkadőri munka vigjáték-sorozatban vagy varieté-programban            | Ken Barefield                                                | Jelölve  |
| Cobra Kai        | 2022 | Primetime Creative Arts Emmy-díj | Kiemelkedő hangvágás                                                               |                                                              | Jelölve  |
| Cobra Kai        | 2023 | Primetime Creative Arts Emmy-díj | Kiemelkedő kaszkadőri munka vigjáték-sorozatban vagy varieté-programban            | Ken Barefield                                                | Jelölve  |
| Cobra Kai        | 2025 | Primetime Creative Arts Emmy-díj | Kiemelkedő kaszkadőri munka vigjáték-sorozatban vagy varieté-programban            | Ken Barefield                                                | Jelölve  |
| Cobra Kai        | 2025 | Primetime Creative Arts Emmy-díj | Legjobb zeneszerzés (sorozat)                                                      | Leo Birenberg és Zach Robinson                               | Jelölve  |
| Cobra Kai        | 2021 | MTV Movie Awards                 | Legjobb műsor                                                                      |                                                              | Jelölve  |
| Cobra Kai        | 2021 | MTV Movie Awards                 | Legjobb harc                                                                       |                                                              | Jelölve  |
| Cobra Kai        | 2021 | Screen Actors Guild-díj          | Legjobb kaszkadőrgárda sorozatban                                                  |                                                              | Jelölve  |
| Cobra Kai        | 2022 | Screen Actors Guild-díj          | Legjobb kaszkadőrgárda sorozatban                                                  |                                                              | Jelölve  |
| Cobra Kai        | 2022 | Szaturnusz-díj                   | Legjobb televíziós akció/thriller sorozat                                          |                                                              | Jelölve  |
| Cobra Kai        | 2025 | Szaturnusz-díj                   | Legjobb akció sorozat                                                              |                                                              | Elnyerte |
| Cobra Kai        | 2025 | Szaturnusz-díj                   | Legjobb fiatal színész (televíziós sorozat)                                        | Xolo Maridueña                                               | Elnyerte |
| Cobra Kai        | 2025 | Szaturnusz-díj                   | Legjobb vendégszereplő színész                                                     | Martin Kove                                                  | Jelölve  |

## A Karate kölyök a popkultúrában
A Karate kölyök-filmek a populáris kultúra szerves részét képezik.
Az Így jártam anyátokkal című sorozat nyolcadik évadjának A Tesó Mitzvó című epizódjában Ralph Macchio önmagát alakítva vendégszereplőként tűnik fel a Karate kölyök rajongójának számító Barney Stinson legénybúcsúján. A csalódott Barney azonban nem örül Macchio látogatásának, mert Johnny Lawrence-t tartja a film valódi főhősének és szerinte valójában Daniel volt a tényleges negatív főszereplő. Az epizód végén a partin lévő bohóc felfedi önmagát – a férfi nem más, mint William Zabka, Johnny Lawrence megformálója és Barney hőse.
A filmek bizonyos jelenetei – általában kiparodizálva –, illetve betétdalai gyakran visszaköszönnek olyan sorozatok epizódjaiban, mint a Family Guy, a South Park, a Futurama vagy a Felhőtlen Philadelphia.

## Fordítás
- Ez a szócikk részben vagy egészben  a   The Karate Kid (franchise) című angol Wikipédia-szócikk fordításán alapul.  Az eredeti cikk szerkesztőit annak laptörténete sorolja fel. Ez a jelzés csupán a megfogalmazás eredetét és a szerzői jogokat jelzi, nem szolgál a cikkben szereplő információk forrásmegjelöléseként.